# 南部広信
南部 広信（なんぶ ひろのぶ）は、江戸時代中期の大名。陸奥国八戸藩の第4代藩主。官位は従五位下・甲斐守。

## 略歴
第3代藩主・南部通信の長男として誕生。母は桂七郎大夫の妹。幼名は宮内。
享保元年（1716年）、父の死去により跡を継いだ。藩政においては検地を行なったり、八戸三社大祭の基礎を作ったりした。また、家老の中里幸生に命じて「南部中興記三冊」や「南部家譜一冊」を編纂させている。
しかしその治世期に凶作が33度にわたって発生するなど、治世は多難を極めた。寛保元年（1741年）5月2日、33歳で死去し、跡を嫡男・信興が継いだ。墓所は東京都港区芝の金地院。

## 系譜
父母
- 南部通信（父）
- 桂七郎大夫の妹 ー 側室（母）

正室
- 秀子 ー 松平信庸の娘

子女
- 南部信興（長男）
- 南部信之（三男）